# Francapseudes
Francapseudes är ett släkte av kräftdjur. Francapseudes ingår i familjen Sphyrapidae.
Kladogram enligt Catalogue of Life:
| Francapseudes | \| \| Francapseudes debilis \| \| \| \| \| \| Francapseudes uniarticulatus \| \| \| \| |
|               | \| \| Francapseudes debilis \| \| \| \| \| \| Francapseudes uniarticulatus \| \| \| \| |
|               | Kudinopasternakia                                                                      |
|               |                                                                                        |
|               | Pseudosphyrapus                                                                        |
|               |                                                                                        |
|               | Sphyrapus                                                                              |
|               |                                                                                        |
|               | Francapseudes debilis                                                                  |
|               |                                                                                        |
|               | Francapseudes uniarticulatus                                                           |
|               |                                                                                        |

|  | Francapseudes debilis        |
|  |                              |
|  | Francapseudes uniarticulatus |
|  |                              |